# Shashti

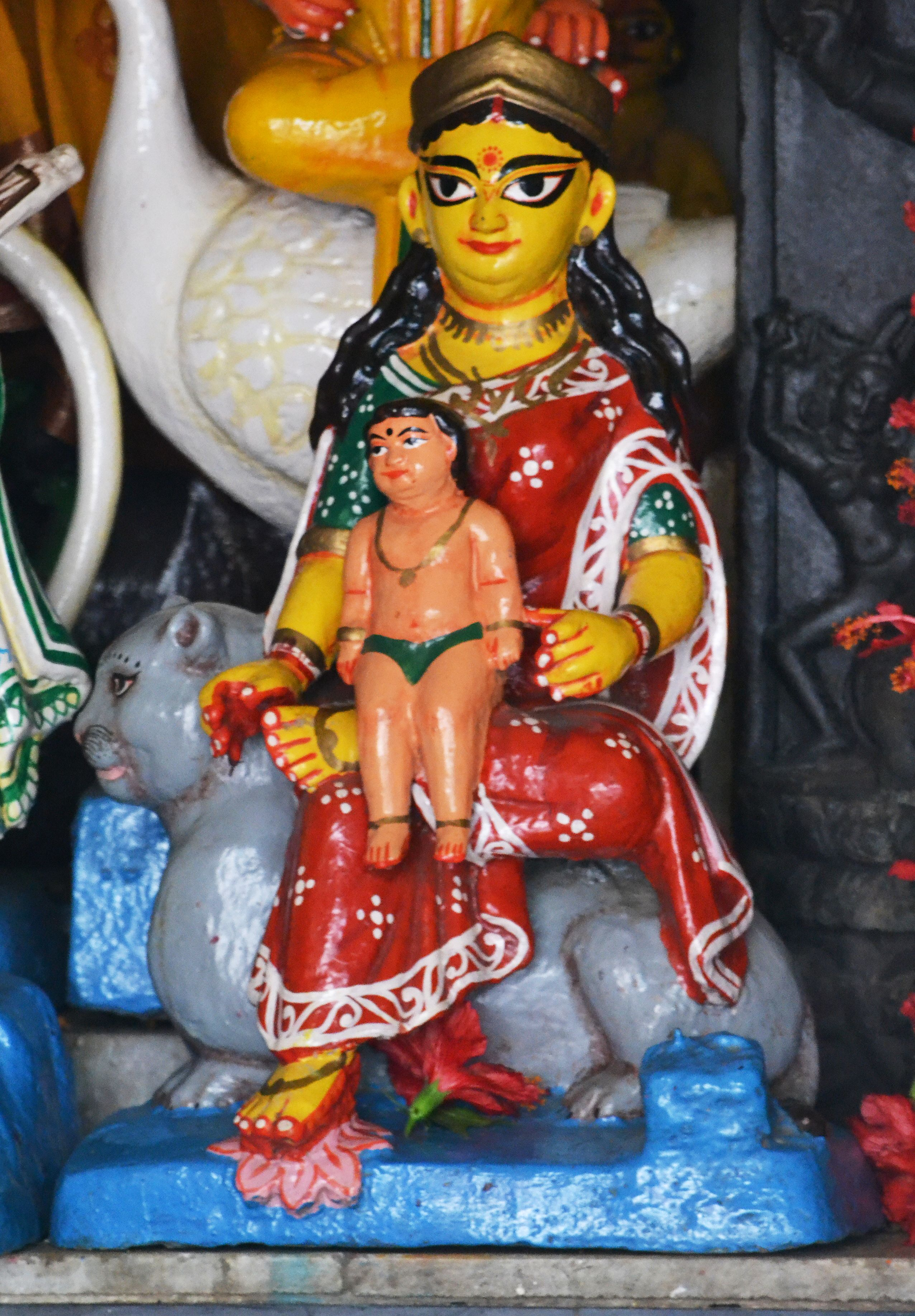

Shashti (sanskrit: Ṣaṣṭhī) är en gudinna i indisk mytologi (i synnerhet i östra Indien, särskilt Bengalen) som förknippas med barnafödande och är barnens skyddssymbol.Hon hyllas sex dagar efter det att ett barn har fötts och hennes vahana är en katt.